# Synagoga Agudas achim
Synagoga Agudas achim je funkcionalistická synagoga v Brně, ve čtvrti Trnitá, v ulici Skořepka 13. Postavena byla v letech 1935–1936. V roce 2002 byla jedinou svému účelu sloužící synagogou na Moravě a ve Slezsku. Je chráněna jako kulturní památka.

## Historie
V období první světové války docházelo k exodu haličského obyvatelstva do bezpečného vnitrozemí Rakousko-Uherska. Do Brna uprchlo velké množství (dle odhadů 16 000) haličských židů, kteří zde z větší části po vzniku republiky zůstali a významně se podíleli na životě židovské obce. Jedním z jejich hlavních počinů bylo ustavení spolku Agudas achim (Společenství bratří, hebrejsky אגודת אחים‎), který vybíral peníze na stavbu nové ortodoxní synagogy. V roce 1932 spolek, zastupovaný Zikmundem Horowitzem, pověřil stavbou nové synagogy brněnského architekta Ottu Eislera. Po Velké a Nové synagoze a Polském templu se jednalo o čtvrtou novodobou brněnskou synagogu. Stavba byla provedena v letech 1935–1936 rodinnou firmou bratří Artura, Huga a Mořice Eislerových. Během druhé světové války byla synagoga pro náboženské obřady uzavřena a používána jako skladiště, což budovu značně poškodilo. Po skončení války došlo k rekonstrukci a 6. září 1945 byla synagoga znovu vysvěcena. Od té doby slouží svému původnímu účelu.

## Popis

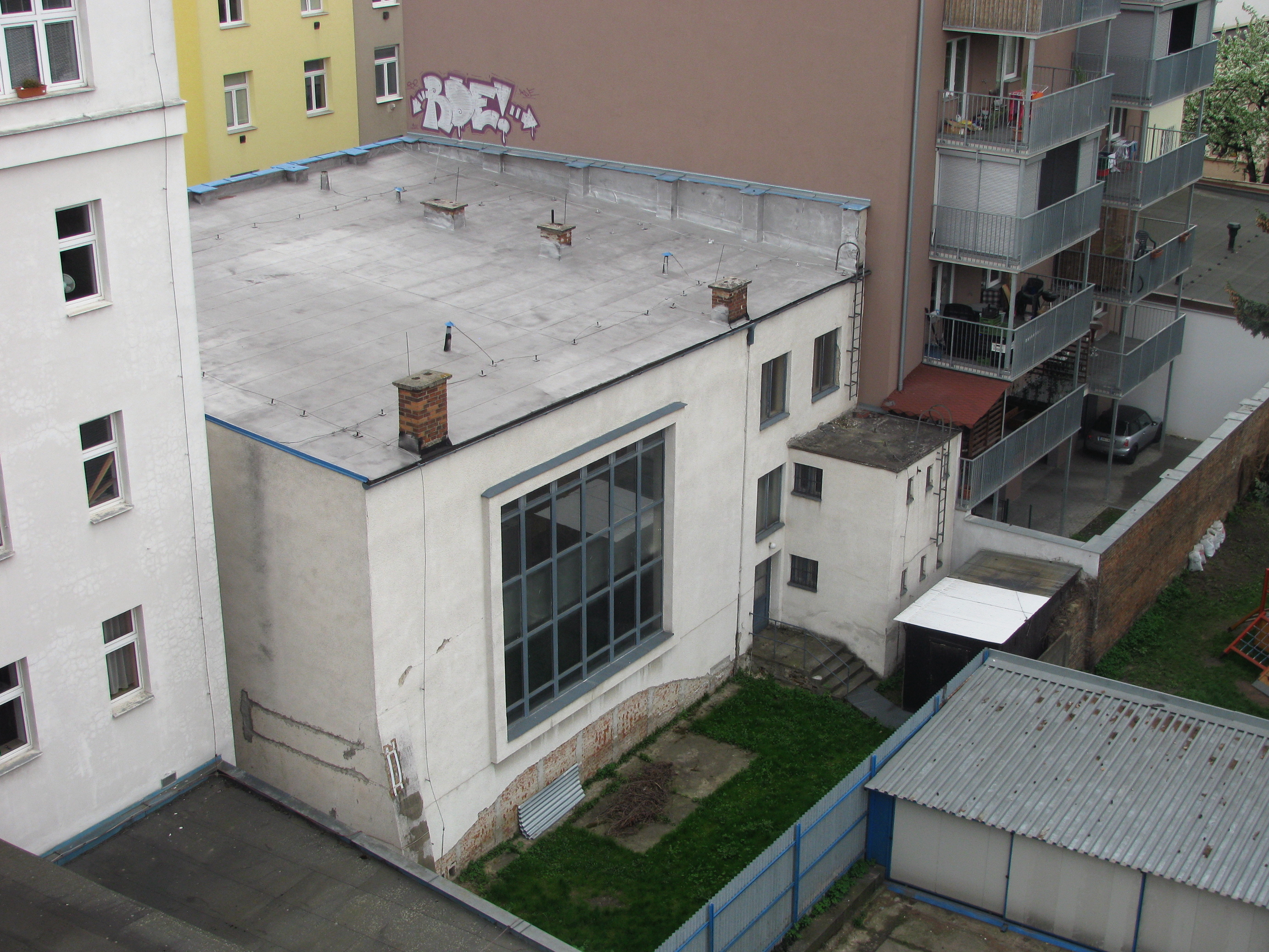
Dvorní trakt synagogy v roce 2013

Jedná se o řadovou dvoupodlažní stavbu čtvercového půdorysu. Pro stavbu byl použit železobeton v kombinaci s cihlou a pro zastropení pak železné příhradové nosníky. Uliční (jižní) fasáda má prostou pravoúhlou koncepci, které dominuje jediné čtvercové okno složené ze třiceti dílů; takové okno je i z protilehlé severní dvorní strany. Původní barevné provedení fasády není známo, ale předpokládá se, že byla bílá s modročerveným okenním rámováním.
Chrámový prostor je liturgicky orientován k východu. V prvním podlaží jsou umístěny dřevěné lavice pro muže směřující k aron ha-kodeš, jehož prostor je zvýrazněn mramorovým obložením a nápisem na stěně Od východu slunce až do západu jeho buď velebeno jméno Hospodinovo. Nad nápisem jsou desky desatera a ještě výše hebrejský nápis v překladu říkající Hospodina stále před sebou vidím. Uprostřed chrámového prostoru mezi lavicemi je vyvýšená bima. Ve druhém podlaží se kolem obvodu chrámového prostoru táhne ze tři stran, s výjimkou východní strany se svatostánkem, galerie se 102 sedadly pro ženy. Na stejném podlaží budovy se nachází místnost původně fungující jako studovna, ale dnes využívaná jako zimní modlitebna. K budově ze severní strany přiléhá otevřený dvorek, který se využívá mimo jiné ke stavění suky.

## Rekonstrukce
V roce 2014 byla zahájena rozsáhlá rekonstrukce synagogy, zahrnující opravu střechy, fasád, odvlhčení zdiva a další úpravy. Rekonstrukce s pětimilionovým rozpočtem byla financována z prostředků Evropské unie v rámci projektu Brno židovské. Cílem bylo přiblížit vnější i vnitřní podobu co nejvíce původnímu funkcionalistickému stylu. Do jara 2015 bylo provedeno odvlhčení zdiva, dodána nová střecha, obnovena vnitřní výmalba i vnější fasáda a vyměněny rozvody. V březnu 2015 byla do interiéru osazena nová opona s motivem menory, vyrobená ve Spojených státech amerických podle návrhu Marka Podwala. Poté byla ještě opravena dřevěná podlaha, zhotoveny repliky původních lavic, podlážek a kovových lustrů a vyrobeny zbývající textilie. Rekonstrukce byla slavnostně ukončena 17. ledna 2016 uložením nové Tóry.